# سيد غودوين
سيد غودوين (بالإنجليزية: Sid Goodwin)‏ هو لاعب دوري الرغبي أسترالي، ولد في 1915، وتوفي في 1980 في ولونغونغ في أستراليا.